# Čestínský potok
Čestínský potok är ett vattendrag i Tjeckien. Det ligger i den centrala delen av landet, 60 km sydost om huvudstaden Prag.